# Giovanni Berlinguer
Giovanni Berlinguer (pronunciación en italiano: /berliŋˈɡwɛr/: ), Cavaliere di Gran Croce OMRI, (9 de julio de 1924 – 6 de abril de 2015) fue un político italiano y profesor de Medicina Social.

## Biografía
Berlinguer nació en Sassari, Sardinia, hijo de Mario Berlinguer. Fue hermano de Enrico Berlinguer, secretario general del PCI entre 1972 y 1984.
Se presentó al cargo de secretario general del partido Demócratas de Izquierda (DS) en 2001, siendo derrotado por Piero Fassino por el 61.8% frente al 34.1%. De 2004 a 2009 fue diputado de la Eurocámara en representación de DS y se unió al grupo parlamentario de los Socialistas europeos.
Murió en Roma en la edad de 90 años.